# 白楼镇
白楼镇，是中华人民共和国河南省周口市淮阳区下辖的一个乡镇级行政单位。2009年12月12日，白楼乡撤乡设镇。

## 行政区划
白楼镇下辖以下地区：
于庄村、高楼村、许楼村、大徐村、庞庄村、五谷台村、栾楼村、郭楼村、黎庄村、大刘楼村、小徐村、沙沃村、劳楼村、大宋村、沙卯刘村、陶河村、大郝村、大郑村和沈庙村。